# 幸延寺
幸延寺（こうえんじ）は、神奈川県相模原市南区鵜野森にある日蓮宗の寺院。山号は福寿山。旧本山は比企谷妙本寺(比企谷門流)、池上・土富店法縁。小田急町田駅より徒歩8分。

## 歴史
- 天文2年（1533年）開山を善巧院日旭（弘治3年（1557年）没）に大谷伊織（天正16年（1588年）没）の開基で創建された。

## 境内
- 本堂
- 山門
- 稲荷堂（愛嬌稲荷、金色大明神）
- 永代供養墓

## 寺宝
- 古銭　昭和11年（1936年）寺近くの耕作地から木箱入りの開元通宝（621年初鋳）、宣徳通宝（1433年初鋳）などの中国銭や朝鮮通宝（1423年初鋳）などの44種およそ20,000枚にも及ぶ多量の銅銭が発見された。開基の大谷伊織は北条氏直の家臣であり小田原城落城時に寺へ避難したと伝わることからこれがその時の隠し銭ではないかと言われる。ただし、小田原城落城の天正18年（1590年）にはすでに没していたため古銭を埋納したのは子の大谷喜右衛門とも言われる。相模原市登録有形文化財（歴史資料）[3]。

## 歴代
- 善巧院日旭上人